# X線吸収分光法

X線吸収スペクトルと遷移

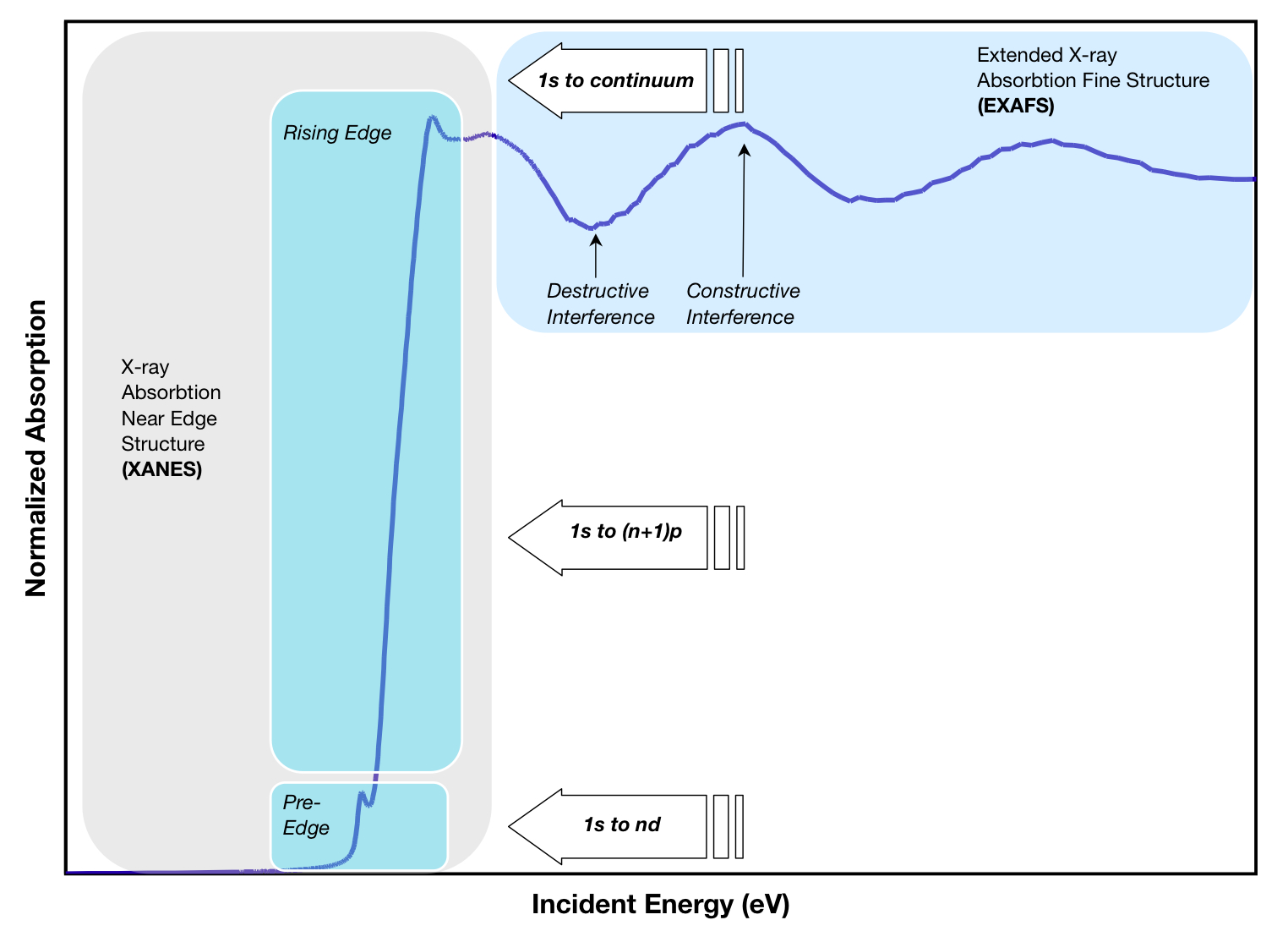
X線吸収スペクトルを構成する3つの領域

X線吸収分光法（Xせんきゅうしゅうぶんこうほう、X-ray absorption spectroscopy: XAS）は、物質の電子状態や局所構造を求めるために使われている手法である。測定対象となる物質は、気体、固体、液体、溶液などと幅広い。この実験は、通常、エネルギー可変で強度の強いX線が得られるシンクロトロン放射光施設を光源として行われる。
X線吸収の測定は、結晶分光器や回折格子分光器を用いて、入射光を内殻電子を励起することができるエネルギー（おおよそ0.1-100 keVの範囲である）にあわせることで行われる。
X線吸収分光法は吸収分光の一種であり、その挙動は量子力学的な選択則に従う。もっとも強度の強い成分は、内殻電子の非占有軌道への双極子遷移(Δ l = ± 1)である。たとえば、K端において強度が強いのは1s → np遷移であるが、L3端では、2p → nd遷移である。

## X線吸収スペクトル
X線吸収は主にトムソン散乱、コンプトン散乱、光電効果によっておこる。数10keV程度まではトムソン散乱と光電効果の寄与が大きく、それより高エネルギーになるとコンプトン散乱の寄与が大きくなる。
X線吸収スペクトルのなだらかな斜面の部分は経験的に次式であらわされ、Victoreen式と呼ばれる。
{\displaystyle {\frac {\nu }{\rho }}\varpropto C\lambda ^{3}-D\lambda ^{4}+{\frac {N}{\rho }}\sigma _{C}}
ここでρは線吸収係数、C、Dは原子番号Zに依存し吸収端によっで大きく変わる関数、σCはコンプトン散乱断面積、Nは単位退席中の電子数、ρは密度。

### 吸収端
また入射X線のエネルギーを徐々に上げていくと係数が急激に上昇する現象が見られる。スペクトルの形状が急峻に上昇する崖の縁などのように見えることから吸収端(absorption edge)と呼ばれている。これは入射X線のエネルギーが内殻電子の結合エネルギーと同等になり、内殻電子が遷移することによっておきる。吸収端は、励起される内殻によってエネルギーが大きく異なるため、励起される内殻電子の主量子数 n=1,2,3に対応してK端, L端, M端などと呼ばれる。

### 微細構造
吸収端の近傍では、振動的な微細構造が見られ、X線吸収微細構造（XAFS）と呼ばれる。XAFSを解析することで、元素の電子状態と局所的な化学状態がわかる。

## 測定方法
X線吸収の測定は、結晶分光器や回折格子分光器によって物質に照射するX線のエネルギーを変化させながら吸収係数を測定することで行われる。X線吸収においては以下に示す方法によって、吸収係数の測定がおこなわれている。

### 透過法
透過率が高いエネルギー領域のX線、あるいは試料を薄膜などのように薄くすることが可能な場合、あるいは試料が気体であるばあいには、可視光領域の吸収測定とおなじ物質を透過させることによる光の減衰を直接観測する透過法による測定がおこなわれる。軟X線領域などの光の透過率が著しく低いエネルギー領域では、透過法による測定は困難であるため、後述する全電子収量法や全蛍光収量法による測定がおこなわれる。

### 全電子収量法
X線の照射によって放出される電子の総量を検出することで吸収係数の測定をおこなう方法。X線の照射によって放出される光電子に加えてオージェ電子などの2次電子なども検出されているが、その総量はほぼ吸収係数に比例しているため、吸収スペクトルの測定が可能である。電子の検出には、MCP（マイクロチャンネルプレート）などが用いられる。この方法では、電子の脱出深さが短いために物質の表面で発生した電子が主に検出されるため、得られる測定結果は表面の寄与を強く反映する(学術誌等においては「表面敏感」と表現されていることが多い)。

### 全蛍光(発光)収量法
X線の照射によって引き起こされる、X線領域の発光の全強度を測定する方法である。発光の検出には、MCP（マイクロチャンネルプレート）やフォトダイオードなどが用いられる。前述した電子の場合と比較すると物質中での透過率が高いため、一般的に物質の内部を観測することが可能である（学術誌等においては「バルク敏感」であると表現されている）。発光の強度は、ほぼ吸収係数に比例しているため、吸収スペクトルの測定が可能である。
軟X線領域などの光の透過率が著しく低いエネルギー領域では、Saturation効果や自己吸収によって観測されるスペクトル形状にゆがみが生じることがあり、それらを回避する測定法や補正の方法が検討されている。

## 応用分野
X線吸収分光法は、原子分子、固体物理学、物質化学、化学、地学、生物学など幅広い分野で利用されている。X線回折法と比較すると、X線吸収分光法は、局所構造に敏感であることや、元素選択性をもつことなどの特徴があることから、以下のような幅広い物質系において利用されている。
- 原子[5]、分子
- イオン注入や不純物が導入された半導体
- 磁性体[6]
- 色素増感太陽電池[7]
- 結晶構造のひずみ
- 有機金属化学
- 固溶体
- 金属タンパク質
- 金属クラスター
- 触媒反応[8]
- アモルファスや液体
- 溶液中のイオン
- 元素分析
- 液体の水や水溶液[9]